# Эйзенхофер, Людвиг
Людвиг Эйзенхофер (нем. Ludwig Eisenhofer; 1 апреля 1871, Мюнхен — 29 марта 1941, Айхштетт) — немецкий теолог, профессор Епископской философско-теологической высшей школы в Айхштетте.

## Биография
Людвиг Эйзенхофер родился 1 апреля 1871 года в Мюнхене; в семестре 1890/1891 годов он изучал философию и теологию во Фрайзинге. В 1895 году, после своего рукоположения в священники, также состоявшего во Фрайзинге, Эйзенхофер недолго работал в пастырской службе в мюнхенском районе Пасинг (Pasing). В 1897 году в Мюнхенском университете имени Людвига Максимилиана он написал и защитил диссертацию, став кандидатом теологии.
Год спустя, в 1898, Эйзенхофер стал профессором учения об отцах церкви (патрологии), литургии и церковной истории в Епископской философско-теологической высшей школе в Айхштетте (Bischöflichen Philosophisch-Theologischen Hochschule zu Eichstätt). Его специализацией являлась литургическая история — в данной сфере он получил известность своей работой «Справочник католической литургии» (Handbuch der katholischen Liturgik, 1931/1932), ставшей классической.
11 ноября 1933 года Людвиг Эйзенхофер был среди более 900 ученых и преподавателей немецких университетов и вузов, подписавших «Заявление профессоров о поддержке Адольфа Гитлера и национал-социалистического государства». Скончался 29 марта 1941 года в Айхштетте.

## Работы
- Das Bischöfliche Rationale. Seine Entstehung und Entwicklung, München 1904.
- Grundriß der Liturgik 1923 [переведена на итальянский и испанский].
- Handbuch der katholischen Liturgik, Herder, Freiburg i. B. 1931/32, 2. Aufl. 1941.